# گاریگ (داغستان)
گاریگ (به لاتین: Garig) یک منطقهٔ مسکونی در روسیه است که در داغستان واقع شده‌است.